# Dominique Zahan
Dominique Zahan, né le 14 mars 1915 à Frata, Roumanie et mort le 23 novembre 1991 à Paris 7e (France), est un ethnologue, écrivain et collectionneur d'art français. Spécialiste de l'Afrique et titulaire d'un Doctorat d'État, il fonde en 1960 l'Institut d'Ethnologie de Strasbourg et enseigne à l'Université Paris-Sorbonne. 

## Biographie
Né en Autriche-Hongrie en 1915, Dominique Zahan s'est installé en Italie puis en France dans l'après-guerre. À Paris, il se spécialisa en ethnologie africaine sous la direction de Marcel Griaule, professeur à la Sorbonne, et rejoignit ce dernier au Soudan Français. Il étendit ses investigations à diverses populations : Dogon, Bambara, Samogo, Bozo et Mossi.
De 1948 à 1958 il fut chargé à l'Office du Niger de l'étude des problèmes sociaux et psychologiques posés par les immigrants installés sur les terres du delta central nigérien. Il rédigea des rapports d'enquête d'ordre statistique, sociologique, démographique et ethnologique destinés à l'Office du Niger, par exemple sur la détermination du taux de peuplement optimum. Durant ces dix années passées principalement à Ségou, il se fit connaître comme spécialiste des problématiques d'ethnologie appliquées aux problèmes de migration, d'entreprise, d'agriculture et de main-d'œuvre.
Il effectua plusieurs missions en Haute-Volta, au Soudan Français et au Niger en compagnie de Solange de Ganay, Germaine Dieterlen et Geneviève Calame-Griaule . Il en profita pour rassembler un matériel ethnologique considérable, qu'il exploita entre autres pour son Doctorat d'État, présenté à la Sorbonne sous la direction de Roger Bastide, avec pour thèse principale Sociétés d'Initiation Bambara et pour thèse secondaire La Dialectique du Verbe chez les Bambara.
En 1960, Dominique Zahan fonda l'Institut d'Ethnologie de Strasbourg qu'il dirigea pendant neuf ans. En 1969, il fut appelé à la Sorbonne où il développa une activité internationale intense en Europe et en Amérique par sa participation à des colloques et par des collaborations à des ouvrages collectifs.
Il décède à Paris 7e le 23 novembre 1991, terrassé en pleine activité par un cancer de la thyroïde, alors qu'il revenait à peine d'un séjour aux États-Unis, où il donnait des conférences dans le cadre du projet Advanced Study of Art and Life in Africa. Un ouvrage posthume lui est dédié dans lequel un groupe de collègues et d'amis lui rend hommage autour du thème Mort et Vie sous-jacent à toute son œuvre.

### Publications
- (Article) « Pour une histoire des Mossi du Yatenga » L'Homme, 1961.
- La dialectique du verbe chez les Bambara, Dijon, Darantière, 1963.
- (Article) Couleurs et peintures corporelles en Afrique noire, Diogène, no 90, 1975, p. 115-135.
- Religion, spiritualité et pensée africaines, Paris, Payot, coll. « Bibliothèque scientifique », 1970, 244 p. (ISSN 0768-0112)